# レイ・デイヴィス
レイモンド・ダグラス・デイヴィス卿（Sir Raymond Douglas Davies, CBE、1944年6月21日 - ）は、イギリスのシンガーソングライター、ミュージシャン。 彼は弟のデイヴと一緒にリードしたキンクスのリードシンガー、リズムギタリスト、メインソングライターであった。彼はまた、演劇やテレビ番組の監督やプロデュースも行ってきた。彼はしばしば「ブリットポップのゴッドファーザー」と呼ばれるが、本人的には異議を唱えている。1996年にキンクスが活動停止した後、デイヴィスはソロキャリアに乗り出した。

## 生い立ち

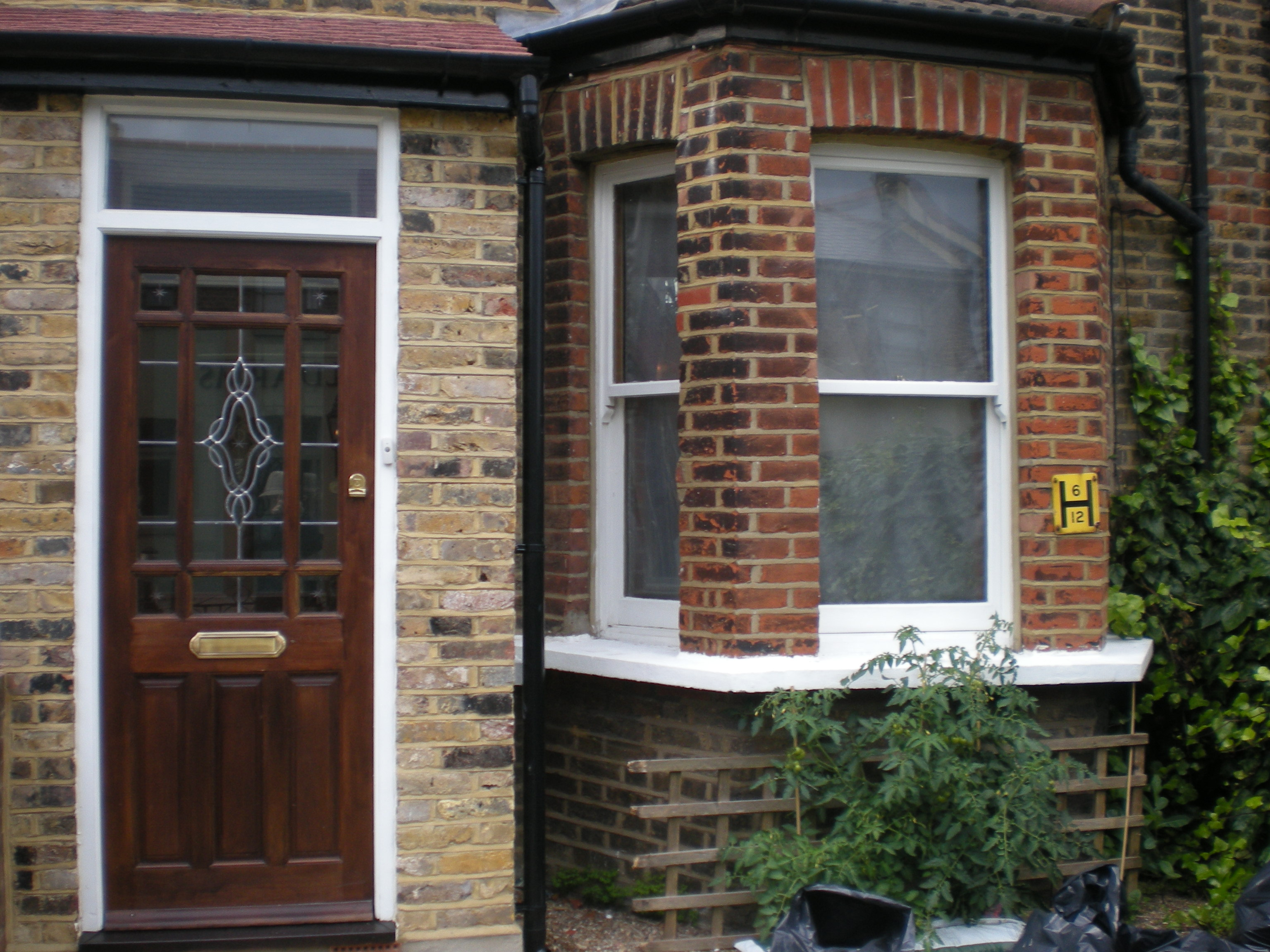
デイヴィス兄弟が幼少時に暮らした家

レイ・デイヴィスはイギリス、ロンドン北部のフォーティス・グリーン、デンマーク・テラス6番地で労働者階級の両親から生まれた。彼は、8人きょうだいの7番目であり、6人の姉と弟のデイヴ・デイヴィスがいる。
レイの父、フレデリック・ジョージ・デイヴィス（1902-1975）は食肉処理場の労働者であった。彼はパブでたむろするのが好きで、女好きでもてる男と見なされていた。彼はイズリントンで生まれ、登録された出生名はフレデリック・ジョージ・ケリーであった。父親のヘンリー・ケリーは八百屋であり、1887年にケンティッシュ・タウンのセント・ルークス教会でエイミー・エリザベス・スミスと結婚した。しかし、結婚生活は破綻した。エイミーは2人の小さな子供、チャールズ・ヘンリーとフレデリック・ジョージ、そして彼女の母親と一緒に、ハリー・デイヴィスと一緒に引っ越した。ハリー・デイヴィスは1878年にシュロップシャー州ミンスターリーで生まれた。彼は家族と一緒にシュロップシャーからイズリントンに引っ越した馬丁であった。フレデリック・ジョージが1924年にイズリントンでアニー・フローレンス・ウィルモア（1905-1987）と結婚するまでに、彼の名前はデイヴィスに変更されていた。アニーは「大家族」の出身だった。彼女は口が悪く、粗暴であったとされる。
デイヴィスがまだ幼い頃、姉の1人がダンスホールのスターになり、アフリカからの不法移民と結婚、一女をもうけた。不法移民はその後彼女の人生から姿を消した。彼女の娘は、最終的にレイの母親によって育てられた。
デイヴィスはロッド・スチュワートと一緒にウィリアム・グリムショー中等学校（現在はフォーティスミア・スクールと呼ばれている）に通った。彼の最初のスパニッシュギターは、姉のルネからの誕生日プレゼントであった。ルネはレイの13歳の誕生日の前日、ストランド・ロンドンのライセウム・ボールルームで踊っていたときに、31歳で心臓発作のため悲劇的に死去した。

## 1960年代-1980年代

### キンクスの初期
デイヴィスは1962年から63年までロンドンのホーンジー芸術大学で芸術を学んだ。1962年の後半、彼はますます音楽に興味を持つようになった。ホーンジー・カレッジのクリスマスダンスで、彼はブルース・インコーポレイテッドで演奏していたアレクシス・コーナーにアドバイスを求め、コーナーはヤードバーズのプロモーターで、後にマネージャーとなるジョルジオ・ゴメルスキーを紹介した。ゴメルスキーはデイヴィスがデイヴ・ハント・リズム&ブルースバンドと一緒にピカデリー・クラブで演奏するように手配し、大晦日にレイ・デイヴィス・カルテットがシリル・ステイプルトンのためにライセウム・ボールルームで演奏した。数日後、彼はデイヴ・ハント・バンドの正ギタリストになった。しかしながらそれは約6週間しか続かなかった。バンドはゴメルスキーの新しい事業、リッチモンド・アポン・テムズ区に開店したクロウダディ・クラブのハウスバンドとなった。1740年以来の豪雪時にデイヴ・ハント・バンドが出演できなくなったとき、ゴメルスキーは以前にピカデリーでハントをサポートしたローリング・ストーンズという新しいバンドに代役をオファーした。その後、デイヴィスは1963年6月までハミルトン・キング・バンドに参加した。キンクス（当時はラムロッズとして知られていた）は、夏を過ごしてリック・ウェインをサポートし、アメリカ空軍基地のツアーに参加した。
キンクスが1964年初頭にレコーディング契約を獲得した後、デイヴィスはバンドのチーフソングライター兼事実上のリーダーとなった。特に、8月に3枚目のシングルとしてリリースされた「ユー・リアリー・ガット・ミー」でバンドが画期的な成功を収めた後、それは確定した。デイヴィスは1966年から1975年までの音楽実験の期間を通してキンクスを導き、顕著な芸術的成果と商業的成功を収めた。
1964年のキンクスの初期のレコーディングは、「ロング・トール・サリー」や「ゴット・ラブ・イフ・ユー・ウォント・イット」などのR&Bスタンダードのカバーから、レイ・デイヴィスのバンドの初期のオリジナル曲「ユー・スティル・ウォント・ミー」、「サムシング・ベター・ビギニング」のチャイムでメロディックなビートミュージック、より影響力のあるプロトメタル、プロトパンク、パワーコードベースのハードロックへのさきがけとなるバンド初期のヒットシングル「ユー・リアリー・ガット・ミー」と「オール・オブ・ザ・ナイト」にまで及んだ。
しかし、1965年までにこの騒々しいハードドライブの初期のスタイルは、「ウェイティング・フォー・ユー」、「ナッシン・イン・ザ・ワールド・キャン・ストップ・ミー」、「セット・ミー・フリー」、「アイー・ゴー・トゥ・スリープ」、「リング・ザ・ベルズ」のような柔らかく、より内省的な音に徐々に変わっていった。1957年6月のデイヴィス兄弟の姉ルネの早すぎる死に触発された「シー・マイ・フレンド」で、バンドは彼らの音楽パレットをさらに拡大する兆しを見せ始めた。初期のサイケデリック・ロックである「シー・マイ・フレンド」は、ビートルズの「ノルウェーの森」の6か月前にリリースされた。ジョナサン・ベルマンは、インドのラーガサウンドを統合した最初の西洋のポップソングとして言及している。

### 中期 (1965年-1975年)

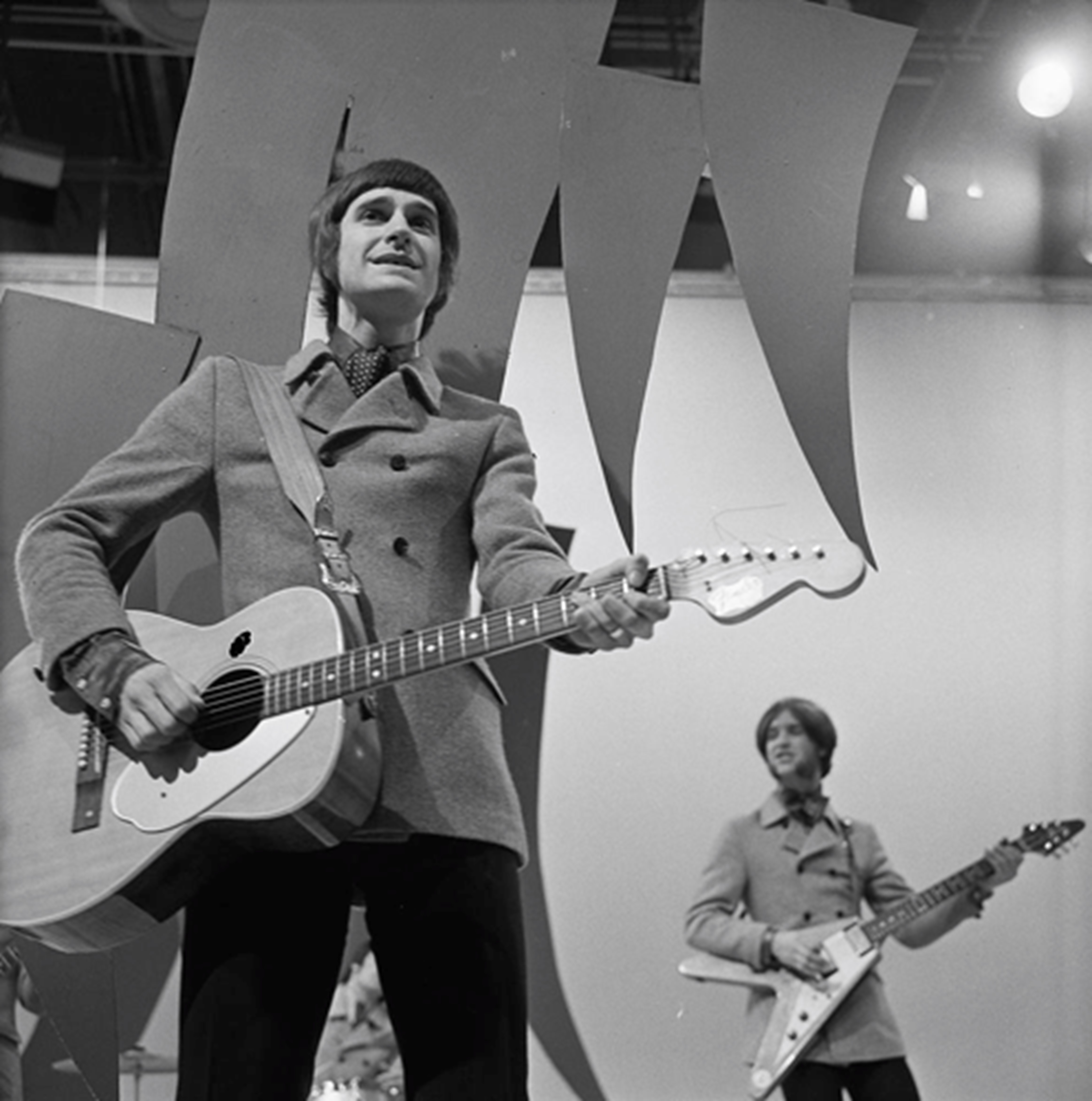
レイ・ディヴィス、後ろは弟のデイヴ。(Dutch TV, 1967年)

「ウェル・リスペクテッド・マン」と「ホエア・ハヴ・オール・ザ・グッド・タイムズ・ゴーン」（どちらも1965年の夏に録音された）から始まり、デイヴィスの歌詞は新しい社会学的特徴を帯びていた。彼は、イギリスの階級制度の心理的影響に特に重点を置いて、一般的な労働者階級の人々の願望と欲求不満を探求し始めた。オリジナルの素材だけで構成された最初のアルバムである『フェイス・トゥ・フェイス』（1966）は、創造的なブレークスルーであった。バンドが演劇の効果音とバロック音楽のアレンジメントを試し始めたとき（ニッキー・ホプキンスはいくつかのトラックでチェンバロを演奏した）、デイヴィスの詩や曲は物語性を帯び始め、するどい観察眼で苦痛に満ちた社会を描く、独自の方法論を完璧に手に入れることに成功した。曲のテーマとしては、裕福なプレイボーイと上流階級の自己満足と怠惰を歌った「田舎の家」、「サニー・アフタヌーン」、自己満足の浪費成金の不注意な誇示を目指した「豪華邸宅売ります」、そして音楽ビジネス自体の傭兵的性質を歌った「セッション・マン」などがあった。
1966年後半までに、デイヴィスは社会的スペクトルの下層生活の暗闇の問題に取り組んでいた。シングルとして一緒にリリースされた「デッド・エンド・ストリート」とB面の「ビッグ・ブラック・スモーク」は、都市の強力なネオ・ディケンジアンの視点で見た貧困を描いた物であった。「シチュエイション・ヴェイカント」（1967）や「シャングリ・ラ」（1969）のような曲は、イギリスの労働者階級が採用した唯物論的価値観の根底にある無力な不安感と空虚さをほのめかした。同様に「キザな奴」（1966）は、カーナビー・ストリートと「スウィンギング・ロンドン」の消費主義と有名人への崇拝を巧みに風刺し、一方「デヴィッド・ワッツ」（1967）は、カリスマ的な上流階級の学生が享受する優雅さと特権を皮肉的に描いていた。
キンクスは、レイ・デイヴィスが大英帝国の過去に魅了され続け、「村の緑、パブ、パブリックスクールの消えゆくロマンチックな世界」を優しくほろ苦く呼び起こしたため、「ブリティッシュ・インベイジョンバンドの中で最も強固にイギリス的」と呼ばれてきた。バンドの中間期に、彼は伝統的なイギリスの文化と生活の多くの陽気で風変わりな、そしてしばしば皮肉なお祝いを書いた：「ヴィレッジ・グリーン」（1966年）、「アフタヌーン・ティ」と「オータム・オルマナック」（両方とも1967年）、「蒸気機関車の最後」（1968年）、「ビクトリア」（1969年）、「お茶をどうぞ」（1971年）、「クリケット」（1973年）。他の曲では、デイヴィスはイギリスのミュージックホール、ボードビル、トラッド・ジャズのスタイルを復活させた：「キザな奴」、「サニー・アフタヌーン」、「ダンディ」、「リトル・ミス・クイーン」（すべて1966年）、「ミスタープレザント」と「エンド・オブ・ザ・シーズン」（両方とも1967年）、「川辺にすわって」と「友人全員」（両方とも1968年）、「マリーナ王女の帽子のような」（1969年)、「パラノイア・ブルース」と「アルコール」（両方とも1971年）、「陽の当たる側をご覧」（1972年）、「ホリデーロマンス」（1975年）。そして時折、彼はラーガ（「ファンシー」1966年）、ボサノヴァ（「ノー・リターン」1967年）、カリプソ（「アイム・オン・アン・アイランド」1965年、「モニカ」1968年、「エイプマン」1970年、「スーパーソニック・ロケット・シップ」1972年）など、より異なる音楽的影響でグループのサウンドを変化させる試みを行った。
デイヴィスは、愛と家庭性の単純な報酬に対する世俗的な野心をあきらめることを歌うとき（「ディス・イズ・ホエア・アイ・ビロング」1966年、「ふたりの姉妹」1967年、「ザ・ウェイ・ラヴ・ユースト・トゥ・ビー」1971年、「美しきジェネヴィーヴ」1973年、「すべて君のため」1974年）、または友情と記憶の慰めを称賛して歌うとき（「デイズ」1968年、「ウォルターを覚えているかい」1968年、「絵本」1968年、「若くて純真な時代」1969年、「モーメンツ」1971年、「思い出のスクールデイズ」1975年）に、しばしば最も影響力があった。さらに彼のもう一つの永続的なテーマは、個人主義的な個性とライフスタイルの擁護であった（「僕はウヌボレ屋」1966年、「ジョニー・サンダー」1968年、「モニカ」1968年、「ローラ」1970年、「セルロイドの英雄」 1972年、「あの人たちは今、何処に」1973年、「日なたぼっこが俺の趣味」1973年）。1967年の曲「ウォータールー・サンセット」では、都会の無愛想さと孤独の真っ只中に、つかの間の満足感を見つけている。
キンクスにおけるデイヴィスの中期の作品は、新たな社会的良心の兆候を示した。たとえば、「ワイキキの休暇」（1966年）はかつて手付かずであった先住民文化の商業化への下品さを嘆いている。同様に「ゴッズ・チルドレン」と「エイプマン」（どちらも1970年）、『マスウェル・ヒルビリーズ』（1971年）の「20世紀の人」、「複雑な人生」、「灰色の制服を着た奴ら」は、シンプルに牧歌的な生活の崇高な価値を提示して、工業化と官僚主義を痛烈に非難している。おそらく最も重要なのは、絶賛された1968年のコンセプトアルバム『ヴィレッジ・グリーン・プリザヴェイション・ソサエティ』において「メリーイングランド」の郷愁を、愛情を込めて自分の物として昇華しつつ歌い上げ、伝統的なイギリスの田舎の村とそこに住む人々の生活の保護と人間的な価値の保証を提起したことである。
洞察、共感、機知に優れたソングライターとしてのデイヴィスの評判の決定的な証拠は、キンクスのランドマークである1969年のアルバム『アーサー、もしくは大英帝国の衰退ならびに滅亡』で聞くことができる。もともとは企画で終わったテレビ番組のサウンドトラックとして考案されたこのバンド最初のロックオペラは、ビクトリア朝時代の終わりから第一次世界大戦と第二次世界大戦、戦後の厳粛な年、そして1960年代まで、労働者階級のすべての人とその家族の試練と苦難を愛情を込めて記録したものであった。アルバムの全体的なテーマは、レイとデイヴの義理の兄弟であるアーサー・アニングの人生に部分的に触発された。アーサー・アニングは彼らの姉のローズと結婚し、戦後オーストラリアに移住した。ローズ自身もキンクスの初期の曲「ロージー、家にこないかい」（1966年）のテーマになっている。デイヴィスは大英帝国の衰退する運命に応じて変化するイギリスの労働者階級についての風刺的な観察で親密な家族の記録を飾り、『アーサー』は12の刺激的な曲でその野心的なサブタイトルを達成した。
RCAレーベルのこの期間（1971-75）でキンクスは、『マスウェル・ヒルビリーズ』、『この世はすべてショー・ビジネス』、『プリザヴェイション第一幕』および『プリザヴェイション第二幕』、『ソープ・オペラ』、『不良少年のメロディ～愛の鞭への傾向と対策』を生み出した。

### 後期 (1976年-1984年)

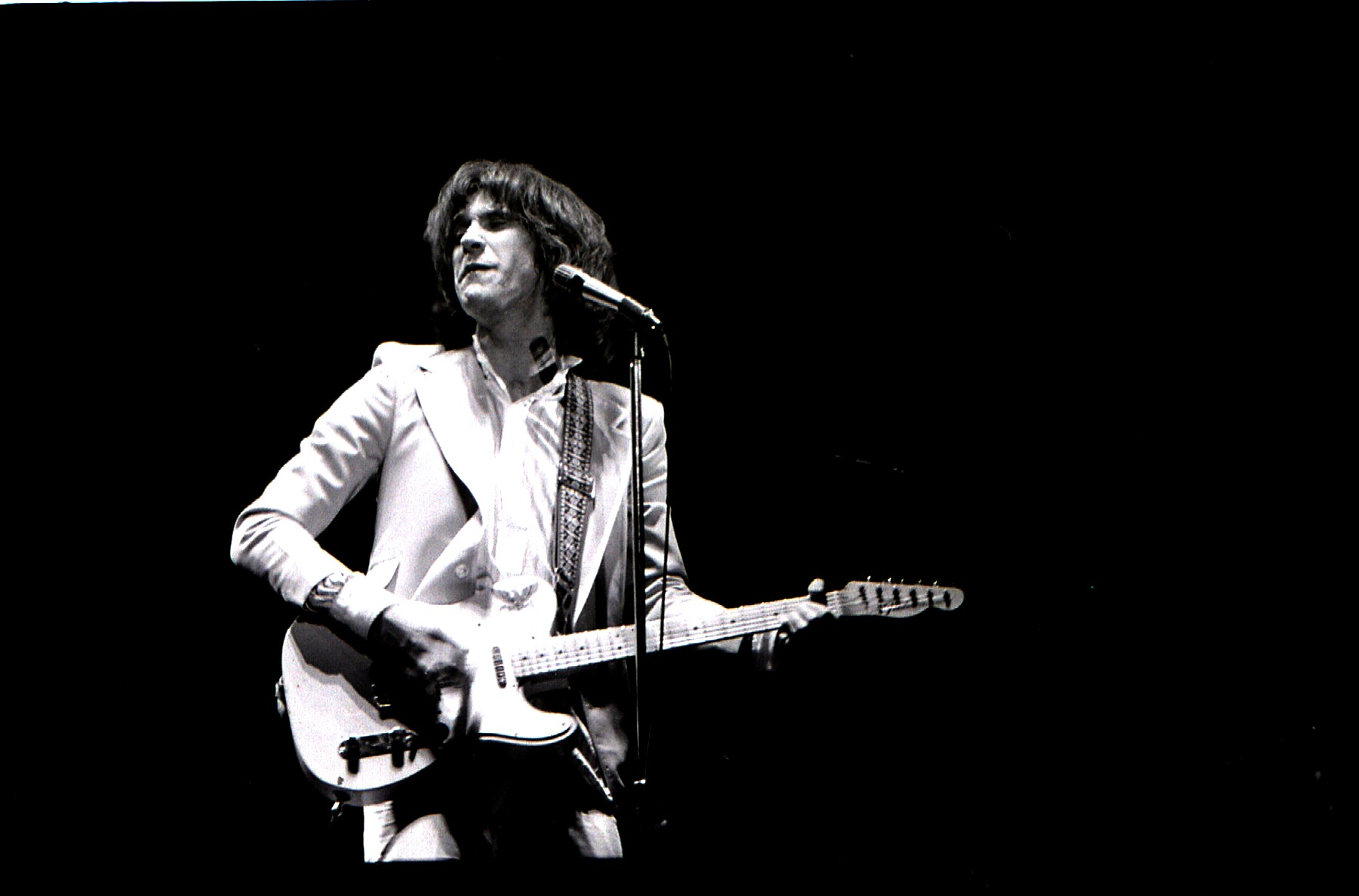
レイ・デイヴィス、トロント、1977年

1976年にキンクスがレコードレーベルをRCAからアリスタに変更したとき、デイヴィスは野心的で演劇的なコンセプト・アルバムとロック・オペラを放棄し、より基本的でわかりやすい曲を書くことに戻った。この10年間に、グループは独自のロンドンのレコーディングスタジオ「コンク」を設立し、アルバム『スリープウォーカー』（1977）と『ミスフィッツ』（1978）でより洗練されたサウンドを実現するために新しい制作手法を採用した。デイヴィスの焦点は、落ち着きのない疎外感のある哀愁を帯びたバラード（「ライフ・オン・ザ・ロード」、「ミスフィッツ」）、取りつかれたポップファンの内面の瞑想（「ジューク・ボックス・ミュージック」、「ロックン・ロール・ファンタジー」）、そしてカルペ・ディエムの勧め（「ライフ・ゴーズ・オン」、「リヴ・ライフ」、「ゲット・アップ」）に定まった。1977年後半の注目すべきシングルは、パンク・ロックの現代的な影響を反映した「ファーザー・クリスマス」（A面）と「プリンス・オブ・ザ・パンクス」（B面 - デイヴィスとトム・ロビンソンの問題のあるコラボレーションに触発された）である。
80年代初頭までに、キンクスははるかに主流のアリーナ・ロックスタイルを採用することにより、商業的成功を大幅に復活させた。アリスタの残りの4枚のスタジオアルバム、『ロウ・バジェット』（1979年）、『ギヴ・ザ・ピープル・ホワット・ゼイ・ウォント』（1981年）、『ステイト・オヴ・コンフュージョン』（1983年）、『ワード・オブ・マウス』（1984年）は、明らかに気の利いた日和見主義的なアプローチを示した。「スーパーマン」で、デイヴィスは1979年のエネルギー危機についての彼の実存主義的な不安を激しいディスコビートで発散させた。「ガソリン・ブルース」では、彼は従来のアコースティック12小節のブルースシャッフルに関する同じ懸念に対処した。対照的に、「ベター・シングス」（1981年）、「カム・ダンシング」（1982年）、「思い出のダンス」（1983年）、「グッド・デイ」（1984年）は、年老いた空襲世代に対する希望と郷愁の感傷的な歌であった。しかし、「救いの手」（1979年）、「デストロイヤー」（1981年）、「語り尽くせなくて」（1983年）、「ドゥ・イット・アゲイン」（1984年）では、デイヴィス兄弟がクランクを回して、苦い冷笑と世界の疲れた幻滅の態度を伝えた、力強く、リフの強いハードロックを出力し続けた。
僕は怒りで曲を書いているが、今はユーモアを交えて歌うのが苦手な段階だ。—ニュー・ミュージカル・エクスプレス, 1978年6月

## 1990年代-現在
長いキンクスのディスコグラフィーの他に、デイヴィスは7枚のソロアルバムをリリースした。1985年にリリースされた『リターン・トゥ・ウォータールー』（彼が執筆および監督したテレビ映画のサウンドトラック）、1998年にリリースされた『ストーリーテラー:X-Ray』、2006年初頭の『アザー・ピープルズ・ライヴズ』、2007年10月の『ワーキング・マンズ・カフェ』、2009年6月の『ザ・キンクス・コーラル・コレクション』、2017年4月の『アメリカーナ』、そしてその続編、2018年6月の『アワ・カントリー: アメリカーナ第二幕』である。
1986年、彼は1950年代後半のロンドンを舞台にしたコリン・マッキネスの同名の小説を原作としたミュージカル映画であるジュリアン・テンプルの映画「ビギナーズ」のサウンドトラックに「クワイエット・ライフ」という曲を提供した。この曲はシングルとしてリリースされた。デイヴィスは映画に出演し、「クワイエット・ライフ」も歌った。
1990年にデイヴィスはキンクスと共にロックの殿堂、そして2005年にはイギリス音楽の殿堂入りを果たした。
デイヴィスは1994年に「SF小説的自伝」である「エックス・レイ」を出版した。1997年には「ウォータールー・サンセット」というタイトルの短編小説の本を出版している。彼は、1985年の「リターン・トゥ・ウォータールー」、1991年の「奇妙な悪夢」（チャールズ・ミンガスに関するドキュメンタリー）、そして「アメリカーナ」の3本の映画を制作した。
2004年1月4日、デイヴィスはルイジアナ州ニューオーリンズのフレンチ・クオーターで買い物中に友人の財布を奪われ、犯人を追いかけた際に脚を撃たれ負傷した。事件は彼がエリザベス女王から大英帝国勲章を受章してから、1週間も経たないうちに発生した。
2005年、デイヴィスはイギリスで4曲入りEP「ザ・ツーリスト」、アメリカでの5曲入りEP「サンクスギビング・デイ」をリリースした。

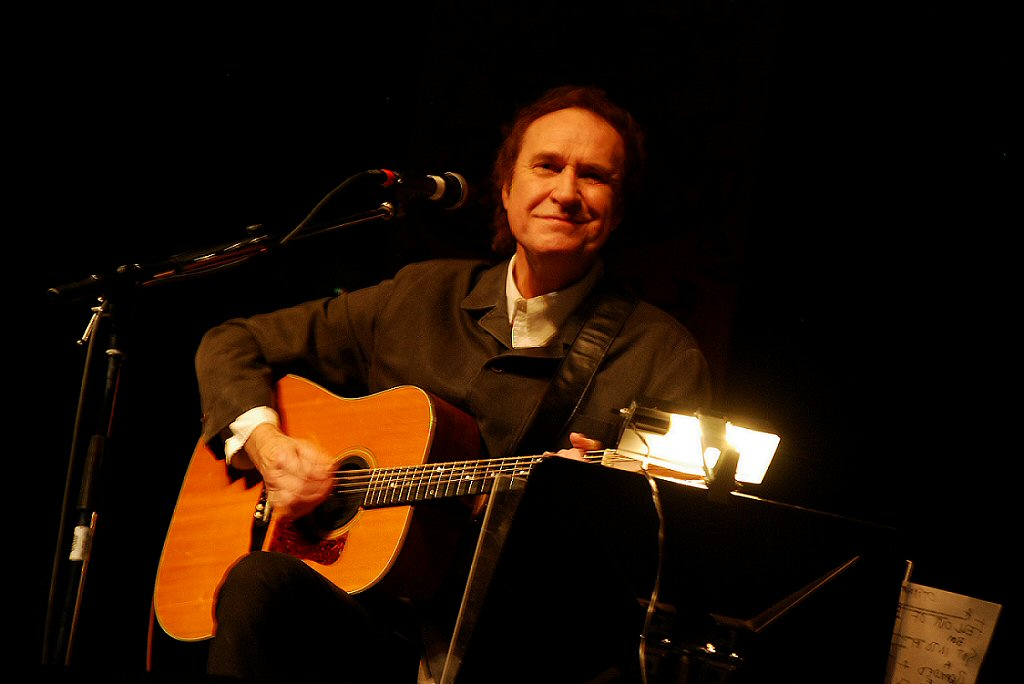
2008年にオタワで開催されたブルースフェストでのデイヴィス

デイヴィスが2007年からコラボレーションしているクラウチ・エンド・フェスティバル・コーラスと作成したアルバム『ザ・キンクス・コーラル・コレクション』は、2009年6月にイギリス、2009年11月にアメリカでリリースされた。アルバムは12月にデイヴィスのチャリティークリスマスシングル「Postcard From London」を含むスペシャルエクステンド・エディションが再リリースされた。同曲はデイヴィスの元ガールフレンドであり、プリテンダーズのリーダーであるクリッシー・ハインドをフィーチャーしている。シングルのビデオはジュリアン・テンプルが監督し、ウォータールー橋、カーナビー・ストリート、エロスの像、レスター・スクウェアのチャーリー・チャップリン像などのロンドンのランドマークをフィーチャーしている。デュエットはもともとケイト・ナッシュと一緒に録音された。彼の最初の選択はヴェラ・リンであった。
2009年10月、デイヴィスは25周年記念ロックの殿堂コンサートでメタリカと「オール・オブ・ザ・ナイト」を演奏した。
デイヴィスは、独立したアーティストのキャリアをサポートするために、第3回（2004年）および第7回（2008年）のインデペンデント・ミュージック・アワードの審査員を務めた。
デイヴィスは2010年のグラストンベリー・フェスティバルに出演し、キンクスのベーシストであるピート・クウェイフに数曲を捧げた。
コラボレーションアルバム『シー・マイ・フレンズ』は2010年11月にリリースされた。アメリカでは2011年初頭にリリースされた。
2011年には、ルイジアナ州ニューオーリンズで行われたヴードゥー・エクスピリエンスに出演した。セットリストはキンクスの曲とソロの曲が含まれていた。その年の秋、彼はthe 88をバックバンドとしてツアーを行った。2012年8月、デイヴィスは2012年ロンドンオリンピックの閉会式で「ウォータールー・サンセット」を歌い、イギリスでは2,400万人以上が視聴した。この曲はその後、NBCによってアメリカの放送からカットされ、次の番組である「アニマル・プラクティス」の予告が放送された。
2015年12月18日、レイは弟のデイヴと一緒にロンドンのイズリントン・アセンブリー・ホールでアンコールを行った。二人は「ユー・リアリー・ガット・ミー」を演奏し、兄弟が一緒に出演して演奏したのは20年ぶりのことであった。
2017年4月、デイヴィスはアルバム『アメリカーナ』をリリースした。これは彼のアメリカでの経験に基づいたもので、短いDVD 「Americana - a work in progress」（2007年の『ワーキング・マンズ・カフェ』デラックス版に付属）と2013年の彼の伝記本「Americana」に続くものである。続編の『アワ・カントリー: アメリカーナ第二幕』は2018年6月にリリースされた。『アメリカーナ』のバッキングバンドとして、彼はミネソタ出身のカントリーバンド、ジェイホークスを選んだ。
2016年12月31日、芸術への奉仕が認められ、ナイトの爵位を授与された。

## ミュージカル

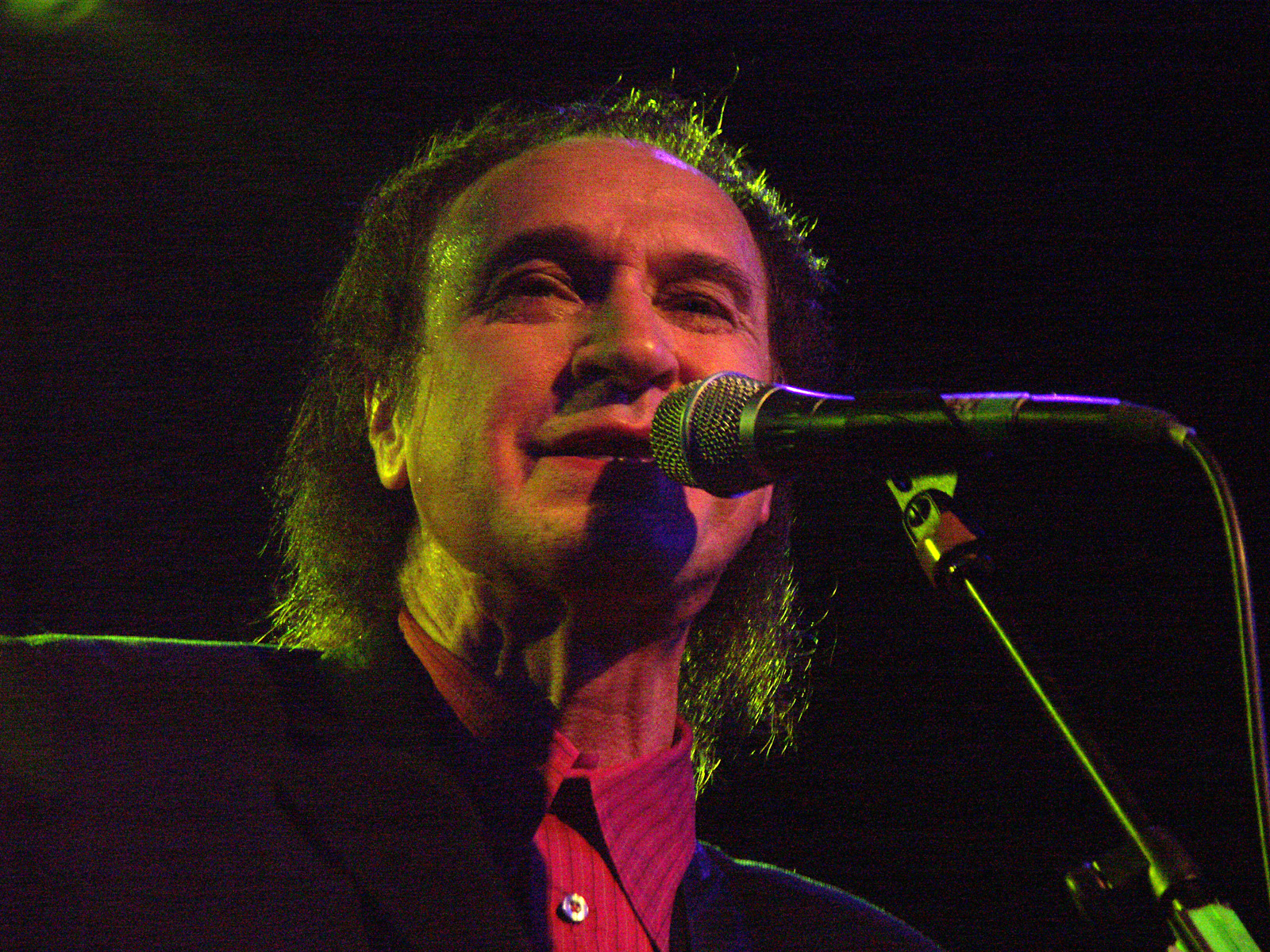
『アザー・ピープルズ・ライヴズ』ツアー、コモドア・ボールルーム、バンクーバー2006年

1981年、デイヴィスはバリー・キーフと協力して初のミュージカル「コーラス・ガールズ」を執筆した。同作はロンドンのロイヤル・ストラットフォード・イースト劇場で上演された。マーク・シンデンが主演し、マイケル・エルフィック、アニタ・ドブソン、ケイト・ウィリアムズ、シャーロット・コーンウェルがサポートキャストを務めた。監督はエイドリアン・シャーゴルド、振り付けはチャールズ・オーギンズ、ジム・ロッドフォードは劇場の「ハウスバンド」の一員としてベースを演奏した。
デイヴィスはジュール・ヴェルヌの「八十日間世界一周」のミュージカル版の曲を担当した。このミュージカルは劇作家スヌー・ウィルソンが脚本を担当、デズ・マカナフが監督し、1988年8月23日から10月9日までサンディエゴにあるラホヤ・プレイハウスのマンデル・ワイス劇場で上演された。ミュージカルは批評家からさまざまな反応を受けた。しかし、デイヴィスの多面的な音楽、マカナフの演出、演技は好評で、ショーはサンディエゴ演劇批評家サークルから「ベストミュージカル」賞を受賞した。
デイヴィスのミュージカル「カム・ダンシング」は、1983年のヒットシングル「カム・ダンシング」をベースにしており、20曲の新曲が含まれ、2008年9月から11月までロンドンのロイヤル・ストラットフォード・イースト劇場で上演された。
「サニー・アフタヌーン」は、レイ・デイヴィスの幼少期に基づいており、キンクスの曲をフィーチャーしたミュージカルで、ハムステッド・シアターで絶賛された。ミュージカルは、2014年10月にロンドンのウエストエンドにあるハロルド・ピンター・シアターに移った。ミュージカルは2015年のローレンス・オリヴィエ賞でレイ・デイヴィスへの1つを含む、4つの賞を受賞した。

## 賞
- 1990年、デイヴィスとキンクスはロックの殿堂入りを果たした。彼らはザ・フーと並んでロックの殿堂入りを果たした3番目のイギリスのバンドであり、デイヴィスは「ほぼ間違いなくロックに対して最も博識で、機知に富み洞察に満ちたソングライター」と呼ばれていた[41]。
- 1999年、「ユー・リアリー・ガット・ミー」がグラミーの殿堂入りを果たした[42]。
- 2004年3月17日、エリザベス2世により大英帝国勲章第三位が授与された。
- 2004年6月22日、デイヴィスはモジョ誌のソングライター・アワードを受賞した。この賞は、「クラシックな素材を一貫してペンで書く能力によってキャリアが定義されたアーティスト」を表彰するものである。
- 2005年、キンクスはイギリス音楽の殿堂入りを果たした[43]。
- 2006年10月3日、デイヴィスは2006年の毎年恒例のBMIロンドンアワードで「音楽メーカーの世代への永続的な影響」に対してBMIアイコンアワードを受賞した[44]。
- 2009年2月15日、ミュージカル「カム・ダンシング」はメビウスのベスト・オフ-ウエスト・エンド・プロダクションに選出された[45]。
- 2010年9月7日、デイヴィスはGQ誌のマン・オブ・ザ・イヤー賞でOutstanding Achievement Awardを受賞した[46]。
- 2010年10月26日、デイヴィスはバーゼルでのAVOセッション・コンサートで生涯功労賞を授与された。コンサートは国際的に放映された[47]。
- 2014年6月12日、デイヴィスはアメリカ・ソングライターの殿堂入りした[48]。
- 2015年4月12日、デイヴィスはウェスト・エンド・ミュージカルの「サニー・アフタヌーン」で優れたミュージカル・アーカイヴメントに対してローレンス・オリヴィエ賞を受賞し、作品自体も3つのオリヴィエ賞を獲得した[49]。
- 2016年10月3日、デイヴィスは音楽への独自の貢献によりBASCAゴールドバッジ賞を受賞した[50]。
- 2016年12月31日、デイヴィスは芸術への奉仕が認められ、ナイトの爵位を授与された[51]。

## 私生活
デイヴィスは3回結婚しており、4人の娘がいる。そのうちの2人、ルイーザ・デイヴィスとビクトリア（トール）・デイヴィスは、1964年の最初の結婚、ラサ・ディペトリスとの間の娘である。デイヴィスは平型捺印証書で5年間正式な氏名を「レイモンド・ダグラス」に変更した。これにより、1974年のイボンヌ・ガンナーとの2度目の結婚は匿名性が保たれた。イヴォンヌとの間には子供はできなかった。1980年代にはプリテンダーズのクリッシー・ハインドと関係を持ち、彼らの娘はナタリー・レイ・ハインドと名付けられた。彼はアイルランドのバレエダンサーであるパトリシア・クロスビーと3度目の結婚をし、2人の間に生まれた娘はエヴァ・デイヴィスと名付けられた。
2004年1月4日、デイヴィスはルイジアナ州ニューオーリンズのフレンチ・クオーターで買い物中に友人の財布を奪われ、犯人を追いかけた際に脚を撃たれ負傷した。共犯者は逮捕されたが、デイヴィスがロンドンにいて裁判に出廷しなかったため、起訴は取り下げられた。 2011年、デイヴィスは肺に血栓が発見され、医師の指示で6か月間の「外出禁止」となった。

## ディスコグラフィ

### ソロ・アルバム
- 『リターン・トゥ・ウォータールー』- Return to Waterloo (1985年)
- 『ストーリーテラー: X-Ray』 - The Storyteller (1998年) ※全英105位[59]
- 『アザー・ピープルズ・ライヴズ』- Other People's Lives (2006年) ※全英36位、全米122位
- 『ワーキング・マンズ・カフェ』- Working Man's Cafe (2007年) ※全英179位、全米140位
- 『アメリカーナ』- Americana (2017年) ※全英15位、全米79位
- 『アワ・カントリー: アメリカーナ第二幕』- Our Country: Americana Act II (2018年) ※全英58位

### コラボレーション・アルバム
- 『ザ・キンクス・コーラル・コレクション』- The Kinks Choral Collection (2009年) ※全英28位 (with the Crouch End Festival Chorus)
- 『シー・マイ・フレンズ』- See My Friends (2010年) ※全英12位 (with various artists)

### コンピレーション・アルバム
- Collected (2009年)
- Waterloo Sunset - The Very Best of The Kinks and Ray Davies (2012年) ※全英14位

### デイヴィス作曲のチャート入りシングル
以下は、キンクス以外のアーティストが演奏してチャートインしたディヴィス作の曲のリストである。（キンクスのヒット曲については、キンクスの作品を参照のこと）
| 年   | タイトル                                               | アーティスト             | 順位     | 順位   | 順位     |
| 年   | タイトル                                               | アーティスト             | イギリス | カナダ | アメリカ |
| ---- | ------------------------------------------------------ | ------------------------ | -------- | ------ | -------- |
| 1965 | "ディス・ストレンジ・エフェクト"                       | デイヴ・ベリー           | 37       |        |          |
| 1965 | "サムシング・ベター・ビギニング"                       | ハニーカムズ             | 39       |        |          |
| 1966 | "田舎の家"                                             | プリティ・シングス       | 50       |        |          |
| 1966 | "ダンディ"                                             | ハーマンズ・ハーミッツ   |          | 1      | 5        |
| 1978 | "ユー・リアリー・ガット・ミー"                         | ヴァン・ヘイレン         |          | 49     | 36       |
| 1978 | "デヴィッド・ワッツ"                                   | ザ・ジャム               | 25       |        |          |
| 1979 | "ストップ・ユア・ソビング"                             | プリテンダーズ           | 34       |        | 65       |
| 1981 | "アイー・ゴー・トゥ・スリープ"                         | プリテンダーズ           | 7        |        |          |
| 1988 | "オール・オブ・ザ・ナイト"                             | ストラングラーズ         | 7        |        |          |
| 1988 | "ヴィクトリア"                                         | ザ・フォール             | 35       |        |          |
| 1989 | "デイズ"                                               | カースティー・マッコール | 12       |        |          |
| 1997 | "ウォータールー・サンセット"                           | キャシー・デニス         | 11       |        |          |
| 2007 | "ヴィレッジ・グリーン・プリザヴェイション・ソサエティ" | ケイト・ラズビー         | 102      |        |          |

## 日本公演（キンクスは除く）
- 1995年
- 1999年
- 2012年

## 参照
1. ↑  “Ray Davies”. The Leonard Lopate Show (2009年11月9日). 2009年12月23日閲覧。
2. ↑  Hasted, Nick (2017). You Really Got Me: The Story of The Kinks. Omnibus Press. ISBN 978-0-85712-991-8
3. ↑  https://www.theguardian.com/music/2015/jul/16/ray-davies-kinks-not-godfather-of-britpop-concerned-uncle
4. ↑  England & Wales, Civil Registration Birth Index, 1837-1915, England & Wales, Civil Registration Death Index, 1916-2007, UK and Ireland, Find a Grave Index, 1300s-Current, Web: UK, Burial and Cremation Index, 1576-2014
5. 1 2 3  London, England, Church of England Marriages and Banns, 1754-1936
6. ↑  England & Wales, Civil Registration Birth Index, 1837-1915
7. ↑  1911 England Census
8. ↑  1911 England Census, 1901 England Census, 1891 England Census
9. ↑  England & Wales, Civil Registration Death Index, 1916-2007, London, England, Church of England Marriages and Banns, 1754-1936
10. ↑  Johnny Rogan, Ray Davies: a complicated life, Vintage Books, 2015, p. 7-8.
11. ↑  Johnny Rogan, Ray Davies : a complicated life, Vintage books, 2015, p. 15.
12. 1 2 3 4 5  “Ray Davies on understanding hipsters, not talking to Pete Townshend - and why he fled Tony Blair’s Britain” (英語). www.newstatesman.com. 2021年6月27日閲覧。
13. ↑  Rees, Dafydd; Crampton, Luke (1996). Q Encyclopedia of Rock Stars. Dorling Kindersley. ISBN 0-7513-0393-3
14. ↑  “Ray Davies by Johnny Rogan review - the ‘complicated life’ of the Kinks frontman” (英語). the Guardian (2015年3月11日). 2021年6月27日閲覧。
15. 1 2  Kitts, Thomas M. (2008). Ray Davies: Not Like Everybody Else. Routledge. pp. 29-30. ISBN 9781135867959
16. ↑  “The Band” (英語). The Kinks Official Website. 2017年6月13日時点のオリジナルよりアーカイブ。2018年2月9日閲覧。
17. ↑  Jonathan Bellman. The Exotic in Western Music. Lebanon, New Hampshire. 1998.
18. 1 2  Paul Evans The Rolling Stone Album Guide, Straight Arrow Publishers, 1992, p. 403
19. ↑  Kitts, Thomas. Ray Davies: Not Like Everybody Else, p.131.
20. ↑  “About | Konk Studios | London Recording Studio” (英語). konk-studios. 2021年6月27日閲覧。
21. ↑  Tobler, John (1992). NME Rock 'N' Roll Years (1st ed.). London: Reed International Books Ltd. p. 315. CN 5585
22. ↑  “More names join UK Music Hall of Fame”. 2018年8月11日時点のオリジナルよりアーカイブ。2018年8月11日閲覧。
23. ↑  Davies, Ray (1995). X-Ray - Ray Davies. ISBN 9780140145274 2014年6月13日閲覧。
24. ↑  “Kinks star shot in New Orleans”. CNN. (2004年1月5日) 2007年5月24日閲覧。
25. ↑  Denselow, Robin (2005年10月3日). “Ray Davies on why he's come home to London”. The Guardian. 2018年11月27日閲覧。
26. ↑  “Thanksgiving Day - Ray Davies”.   AllMusic. 2018年11月27日閲覧。
27. ↑  “Ray Davies duets with Chrissie Hynde”. 2009年11月11日閲覧。
28. ↑  “Postcard From London Songfacts”.   Songfacts.com (2009年12月11日). 2010年6月9日閲覧。
29. ↑  “The 25th Anniversary Rock & Roll Hall Of Fame Concerts (4CD)”. 2011年11月25日閲覧。
30. ↑  “Past Judges”.   Independent Music Awards. 2011年7月13日時点のオリジナルよりアーカイブ。2010年6月9日閲覧。
31. ↑  Jurgensen, John (2011年6月10日). “Well-Respected Man”.   Online.wsj.com. 2011年11月2日閲覧。
32. ↑  Forest, Peter. “Ray Davies spotlights his deep Kinks catalog at Voodoo Fest”. NOLA.com 2011年11月2日閲覧。
33. ↑  “The Kinks' Ray and Dave Davies Reunite After 20 Years to Play "You Really Got Me"”. 2016年1月4日閲覧。
34. ↑  Hunter-Tilney, Ludovic (2017年4月21日). “Ray Davies: Americana ? 'sedate roots-rock'”. Financial Times 2017年4月23日閲覧。
35. ↑  Savage, Mark (2017年4月23日). “To Ray Davies, America is a 'beautiful but dangerous' place”. BBC News 2017年4月23日閲覧。
36. ↑  “No. 61803”. The London Gazette (Supplement) (英語). 31 December 2016. p. N2.
37. ↑  Smith, Alistair (2008年7月16日). “Kinks frontman Davies makes musical debut”. The Stage. 2010年6月9日閲覧。
38. ↑  Neu. “Kinks.de”.   Kinks.de. 2010年6月9日閲覧。
39. ↑  “Ray Davies turns Kinks classic into Come Dancing the musical” (英語). Evening Standard 2018年4月7日閲覧。
40. ↑  Sunny Afternoon; retrieved 27 October 2014.
41. ↑  Varga, George (2012年7月21日). “On the record with rock legend Ray Davies”. The San Diego Union-Tribune 2018年1月29日閲覧。
42. ↑  “GRAMMY Hall Of Fame” (英語). GRAMMY.com. (2010年10月18日) 2018年4月7日閲覧。
43. ↑  “BBC - Radio 2 - UK Music Hall Of Fame 2005”. Bbc.co.uk. 2018年4月7日閲覧。
44. ↑  “Kinks Frontman Ray Davies Takes Top Honor at BMI London Awards”.   bmi.com. 2010年9月15日閲覧。
45. ↑  “The Talented Ray Davies Part Three - McKenna Musical Jubilee”. McKenna Musical Jubilee. (2017年9月21日) 2018年1月3日閲覧。
46. ↑  “The winners”. Gq-magazine.co.uk. 2017年9月4日閲覧。
47. ↑  “BALOISE SESSION Awards” (英語). Baloise Session. 2018年2月8日閲覧。
48. ↑  “Ray Davies, Donovan inducted into Songwriters Hall of Fame” 2017年9月4日閲覧。
49. ↑  “Olivier Winners 2015” (英語). Olivier Awards 2018年2月8日閲覧。
50. ↑  “BASCA Gold Badge Award winners revealed”. Musicweek.com. 2018年6月29日閲覧。
51. ↑  “No. 61803”. The London Gazette (Supplement) (英語). 31 December 2016. p. N2.
52. ↑  “Marriages Dec 1964”.  FreeBMD (2016年12月31日). 2018年3月27日閲覧。
53. ↑  “Marriages Dec 1974”.   FreeBMD (2016年12月31日). 2018年3月27日閲覧。
54. ↑  https://www.walesonline.co.uk/news/local-news/bluffers-guide-to-ray-davies-2252026
55. ↑  “This much I know: Patricia Crosbie, Ballet mistress”. Irish Examiner (2014年1月26日). 2018年3月27日閲覧。
56. ↑  "Kinks star shot in New Orleans", CNN, 5 January 2004
57. ↑  “Archived copy”. 2019年10月12日時点のオリジナルよりアーカイブ。2019年10月12日閲覧。
58. ↑  Jurgensen, John (2011年6月10日). “Ray Davies Talks About Coming Shows and Albums”. The Wall Street Journal. 2018年3月27日閲覧。
59. ↑  “The Storyteller - Ray Davies”. AllMusic. 2021年6月20日閲覧。
60. ↑  Roberts, David (2006). British Hit Singles & Albums (19th ed.). London: Guinness World Records Limited. pp. Various. ISBN 1-904994-10-5

ソース
- Kitts, Thomas. Ray Davies, Not Like Everybody Else, 302 pp., Routledge Pub., 2008. ISBN 0-415-97769-X (paper)